# Raymond Poincaré
Raymond Poincaré (2 tháng 8 năm 1860 — 15 tháng 10 năm 1934) là một chính khách Pháp. Ông đã giữ chức thủ tướng Pháp trong 3 lần khác nhau, ông là tổng thống Đệ tam cộng hòa Pháp. Ông giữ chức vụ tổng thống từ ngày 18 tháng 2 năm 1913 đến ngày 18 tháng 2 năm 1920 Ông thuộc Liên minh dân chủ. 
Sinh ra ở Bar-le-Duc, Meuse, Pháp, Raymond Poincaré là con trai của Nicolas Antonin Hélène Poincaré, 

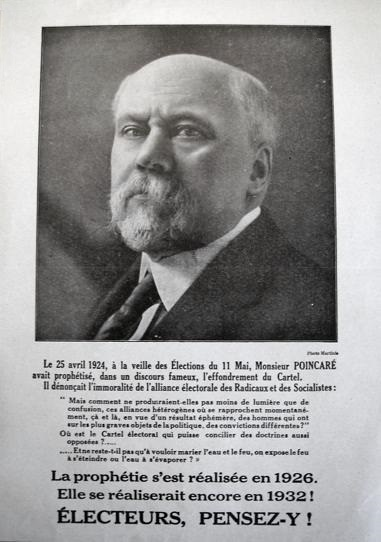

## Những năm đầu đời

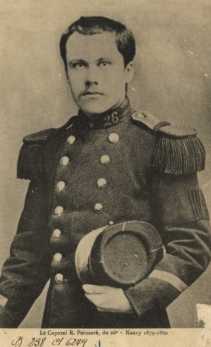
Poincaré trong thời gian phục vụ vào những năm 1880

Raymond Poincaré sinh ra ở Bar-le-Duc, Meuse, Pháp, Raymond Poincaré là con trai của Nanine Marie Ficatier, là một người rất sùng đạo  và Nicolas Antonin Hélène Poincaré, một công chức xuất sắc và nhà khí tượng học.  Raymond cũng là em họ của Henri Poincaré, nhà toán học nổi tiếng.  Sau đó, ông viết rằng "Trong tất cả những năm học ở trường, tôi không thấy lý do nào khác để sống ngoài khả năng phục hồi các tỉnh đã mất của chúng tôi." Được đào tạo tại Đại học Paris, Raymond được gọi đến quán Bar Paris, và một thời gian là biên tập viên luật của Voltaire. Ông trở thành luật sư trẻ nhất nước Pháp ở tuổi 20. và được bổ nhiệm làm Rhư ký Hội nghị các luật sư của Luật sư Paris. Với tư cách là một luật sư, ông đã bào chữa thành công cho Jules Verne trong một vụ kiện bôi nhọ được nhà hóa học trình bày chống lại tác giả nổi tiếng, Eugène Turpin, nhà phát minh ra chất nổ melinite, người đã tuyên bố rằng  Nhân vật "nhà khoa học điên" trong cuốn sách của Verne  Đối mặt với ngọn cờ  được dựa trên ông.  Ở tuổi 26, Poincaré được bầu vào Hạ viện, khiến ông trở thành thành viên trẻ nhất trong hạ viện. 